# Spriana
Spriana (Spriàna in dialetto valtellinese) è un comune italiano di 81 abitanti della provincia di Sondrio in Lombardia, che si trova in Valmalenco. Il calo demografico degli ultimi anni è dovuto non solo allo spopolamento delle aree alpine, ma anche alla presenza di una frana che incombe sull'abitato. Questa viene costantemente monitorata dalla Protezione civile. Confina con il capoluogo.

## Storia

### Simboli
Stemma
(D.P.R. 25 novembre 2019)
Gonfalone
(D.P.R. 25 novembre 2019)
Lo stemma e il gonfalone sono stati concessi con l'apposito Decreto del Presidente della Repubblica datato al 25 novembre 2019.
La mucca simboleggia l'allevamento dei bovini della pregiata razza Bruna alpina, il palo rappresenta il torrente Mallero che scorre nella Valmalenco.

## Società

### Evoluzione demografica
Abitanti censiti

## Amministrazione
Storico Elezioni Amministrative a partire dal 1995.
| Periodo | Periodo   | Primo cittadino     | Partito | Carica  | Note |
| ------- | --------- | ------------------- | ------- | ------- | ---- |
| 1995    | 1999      | Pierluigi Del Togno |         | Sindaco |      |
| 1999    | 2004      | Pierluigi Del Togno |         | Sindaco |      |
| 2004    | 2009      | Ivo Del Maffeo      |         | Sindaco |      |
| 2009    | 2014      | Ivo Del Maffeo      |         | Sindaco |      |
| 2014    | 2020      | Ivo Del Maffeo      |         | Sindaco |      |
| 2020    | in carica | Ivo Del Maffeo      |         | Sindaco |      |

Le elezioni amministrative comunali relative all'anno 2019 non sono risultate valide per il mancato raggiungimento del quorum.